# باغ خدایان (فردوس سومریان)
مفهوم باغ خدایان یا پردیس الهی ممکن است از سومر سرچشمه گرفته باشد. این مفهومِ منزلگاه جاودانان، بعداً به تفکر بابلی‌ها که سومر را فتح کردند، منتقل شد.

## محل

### خلیج فارس
بهشت برین سومری‌ها معمولاً با تمدن دیلمون در شرق عربستان مرتبط در نظر گرفته شده. سر هنری راولینسون اولین بار در سال ۱۸۸۰ میلادی، موقعیت جغرافیایی دیلمون را منطبق بر بحرین پیشنهاد کرد. این نظریه بعداً توسط فردریش دلیتش در کتاب Wo lag das Paradies در سال ۱۸۸۱ مطرح شد و نشان داد که این ناحیه در رأس خلیج فارس است. نظریه‌های مختلف دیگری در این زمینه ارائه شده‌است. دیلمون برای اولین بار در ارتباط با کور (کوه) ذکر شده‌است و این به ویژه مشکل‌ساز است زیرا بحرین بسیار مسطح است و دارای بالاترین قله تنها در ارتفاع ۱۳۴ متر (۴۴۰ فوت) است همچنین، در حماسه اولیه انمرکار و فرمانروای ارته، ساختن زیگورات‌ها در اوروک و اریدو در دنیایی «قبل از استقرار دیلمون» توصیف می‌شود. در سال ۱۹۸۷، ترزا هوارد کارتر متوجه شد که مکان‌های موجود در این منطقه هیچ شواهد باستان‌شناسی از یک شهرک متعلق به ۳۳۰۰–۲۳۰۰ سال قبل از میلاد ندارند. او پیشنهاد کرد که دیلمون می‌تواند در دوره‌های مختلف اشاره به جاهای مختلفی داشته باشد و دیلمون دوران این عصر ممکن است هنوز ناشناخته باشد.

### لبنان و جبل‌الشیخ

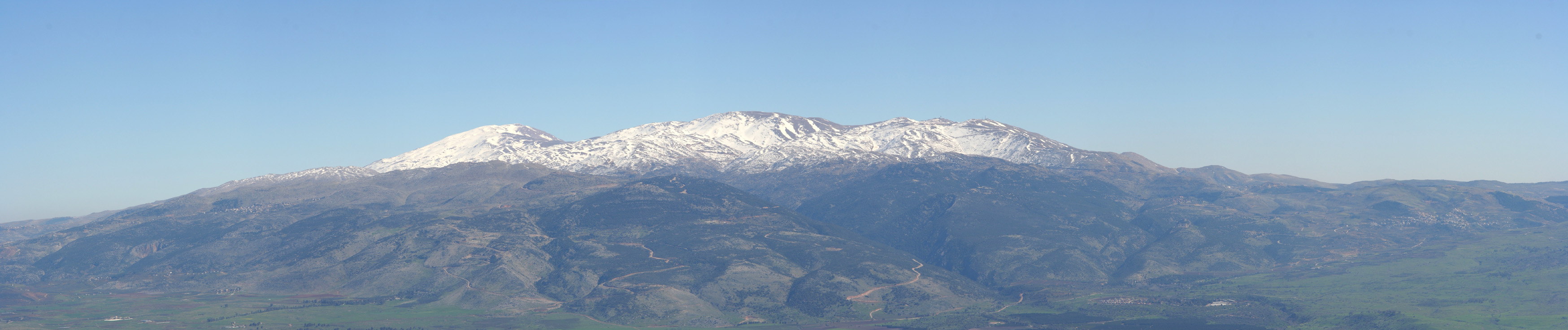
کوه هرمون

در لوح شماره ۹ نسخه استاندارد حماسه گیلگمش، گیلگمش از طریق جنگل سدر و اعماق ماشو به باغ خدایان می‌رود، مکانی که مشابه نسخه سومری «کوه پر از درخت سدر» است. توضیحات کمی از «باغ جواهرنشان» گیلگمش باقی مانده‌است، زیرا بیست و چهار خط از اسطوره آسیب دیده‌است و در آن نقاط متن قابل ترجمه نیست.

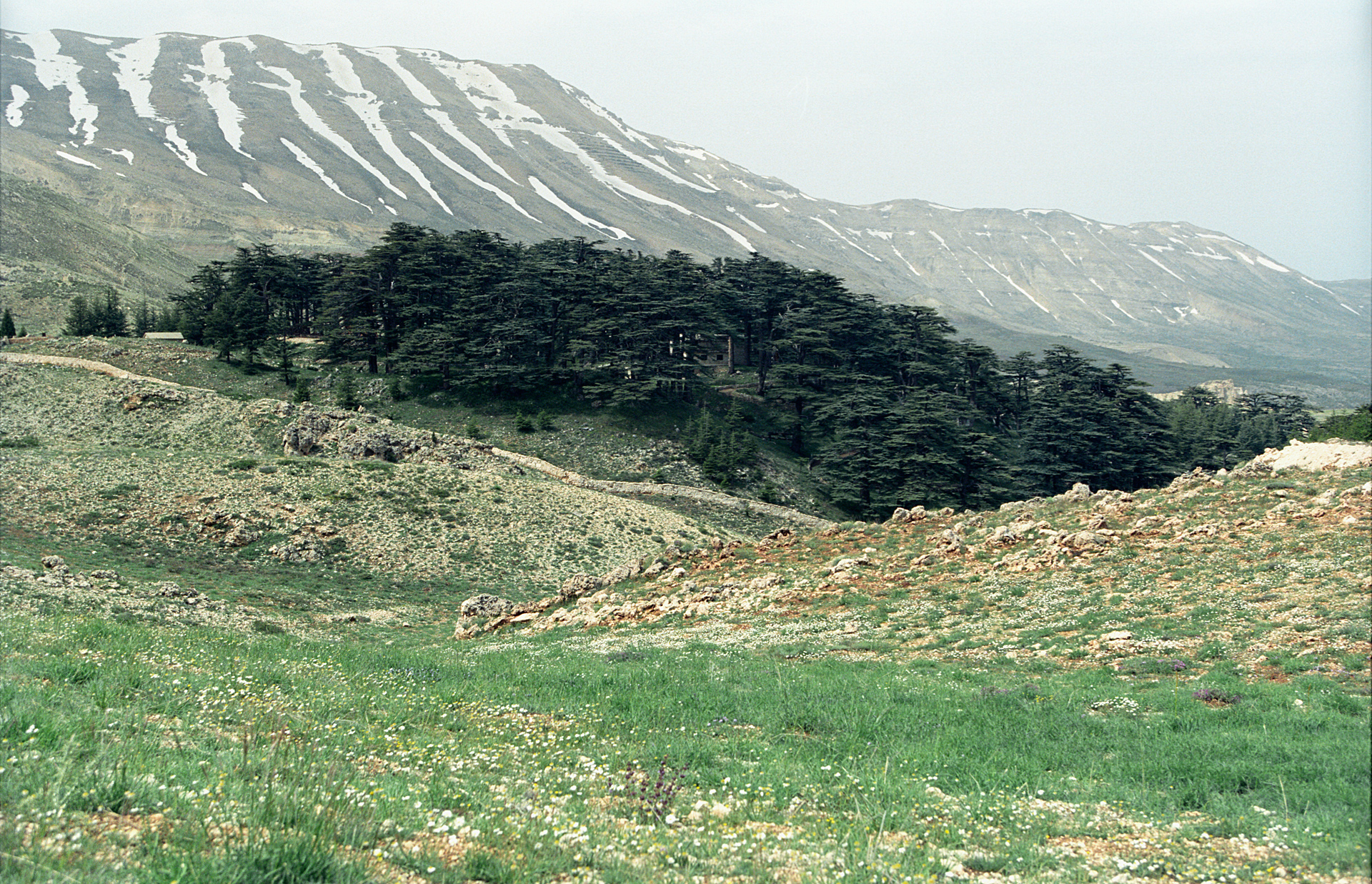
سدرهای لبنان، گاه با «باغ خدایان» سومری مرتبط دانسته شده.

باستان‌شناس فرانتس ماریوس تئودور د لیاگر بول تأکید کرده‌است که کلمه ماشو در زبان سومری به معنی «دوقلوها» است. جنسن و زیمرن تصور می‌کردند که این مکان جغرافیایی بین جبل لبنان و جبل‌الشیخ در محدوده ضدلبنان است. ادوارد لیپینسکی و پیتر کایل مک کارتر پیشنهاد کرده‌اند که باغ خدایان مربوط به یک پناهگاه کوهستانی در دامنه لبنان و ضدلبنان است. محققان دیگر نیز پیوندهایی میان سدر لبنانی و باغ خدایان یافته‌اند.

### اریدو

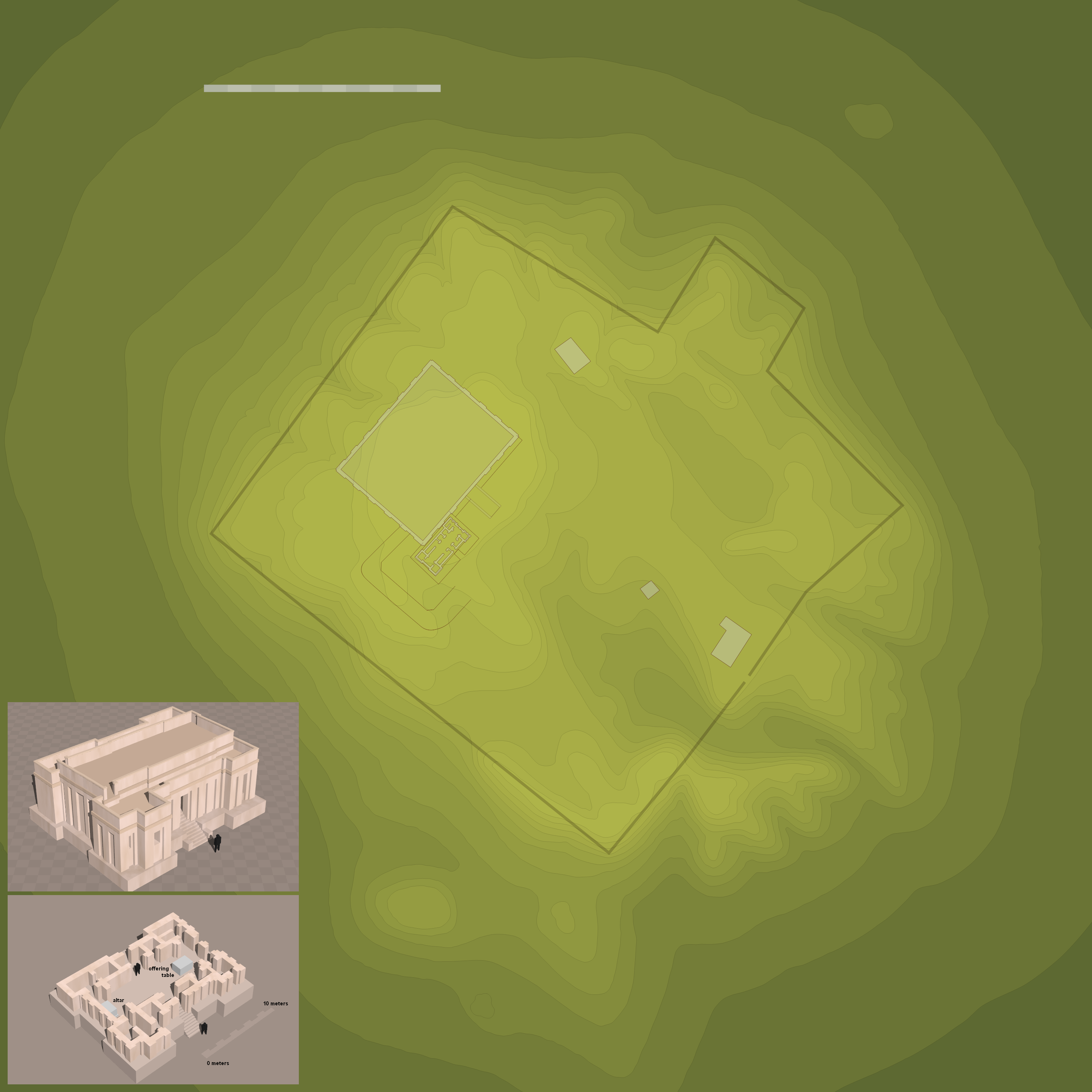
تپه‌ای در اریدو با معبد اختصاص داده شده به خدایان

تئوفیلوس پینچز در سال ۱۹۰۸ پیشنهاد کرد که اریدو بهشت برین سومریان است و آن را نه تنها شهری زمینی به این نام، بلکه شهری تصور می‌کند که در ژرف نیز قرار دارد و شامل درختان زندگی است که از رودخانه فرات آبشخور دارند. پینچز خاطرنشان کرد: «این مکان به عنوان مکانی که دسترسی به آن ممنوع بود، نشان داده شد، زیرا» هیچ فردی به میانهٔ آن وارد نشد؛ «مانند باغ عدن پس از سقوط.» در اسطوره ای به نام افسانه اریدو، توصیف می‌شود که این شهر «چشمه باشکوه ژرف»، «خانه خرد»، نخلستان مقدس و درخت کیسکانو با ظاهر لاجوردی دارد. فؤاد صفر همچنین در کاوش‌های باستان‌شناسی ۱۹۴۸ تا ۱۹۴۹ بقایای یک کانال را که از طریق اریدو عبور می‌کرد پیدا کرد. ویلیام فوکسل آلبرایت حدس زد: «اریدو به عنوان نام آبزو استفاده شده، همانطور که کوتو (کوثا)، شهر نرگال، نام رایجش آرالو بود» و مشکلات را در ترجمه برجسته می‌کند، جایی که چندین مکان به همین نام خوانده می‌شد. آلفرد ارمیاس گفته که آرالو همان آریل در کرانه باختری بود و هم کوه خدایان و هم مکان ویرانی را نشان می‌دهد. همان‌طور که در مورد کلمه اکور، این نشان می‌دهد که ایده‌های مربوط به جهان زیرین از یک کشور کوهستانی خارج از بابل آمده‌است.

### نیپور
اسطوره انلیل و نینلیل با شرحی از شهر نیپور آغاز می‌شود که دیوار، رودخانه، کانال، و چاه‌های آن به عنوان خانه خدایان به تصویر کشیده شده و با توجه به نظر کرامر، "به نظر می‌رسد پیش از آفرینش انسان وجود داشته" اندرو آر جورج می‌گوید: "نیپور شهری بود که خدایان در آن سکونت داشتند؛ نه انسانها. و این نشان می‌دهد که از همان ابتدا وجود داشته‌است." او نیپور را به عنوان "شهر نخستین" (URU -sag، "شهر بالاً یا "سر") سومری‌ها می‌شناسد. این برداشت از نیپور توسط جوآن گودنیک وستن هولز تکرار می‌شود و محیط را "civitas dei" توصیف می‌کند که قبل از " محور جهان " وجود دارد.

## اسطوره‌شناسی

### سرود معبد کش
در سرود معبد کش، اولین توصیف ثبت شده (حدود ۲۶۰۰ سال قبل از میلاد) از قلمرو خدایان تشبیهی به رنگ باغ بوده: «چهار گوشه آسمان برای انلیل مانند باغ سبز شد.» در ترجمه قدیم‌تر این اسطوره توسط جورج آرون بارتون در کتیبه‌های متفرقه بابلی، او نوشت: «در هورساگ باغ خدایان سبز بود».

### بحث گوسفند و غلات
یکی دیگر از افسانه‌های آفرینش سومری، بحث بین گوسفند و دانه است که با موقعیت «تپه آسمان و زمین» آغاز می‌شود و پیشرفت‌های مختلف کشاورزی را در یک محیط چوپانی توصیف می‌کند. ادوارد کیرا دربارهٔ این عبارت می‌گوید «توصیفی شاعرانه از زمین نیست؛ بلکه محل سکونت خدایان است که در نقطه‌ای قرار دارد که آسمان بر روی زمین قرار گرفته. در آنجا بود که بشر اولین زیستگاه خود را داشت و باغ عدن بابلی در آنجا قرار دارد.» واژه سومری اِدین به معنای «استپ» یا «دشت» است؛ بنابراین دانش مدرن استفاده از عبارت «باغ بابلی عدن» را مردود می‌داند، زیرا مشخص شده‌است که «باغ عدن» یک مفهوم متأخرتر است.

### حماسه گیلگمش
حماسه گیلگمش در شرح سفر گیلگمش به یک باغ شگرف متعلق به خدایان را دربردارد که یک رودخانه در کنار یک کوه پوشیده شده از سدر است و به درخت زندگانی اشاره می‌شود. در افسانه، پردیس به عنوان مکانی شناخته می‌شود که در آن خدایان قهرمان سیلاب، اوتناپیشتیم (زیوسودرا)، را برای زندگی ابدی به آنجا بردند. گیلگمش هنگامی که در باغ خدایان بود، انواع سنگ‌های قیمتی را پیدا کرد، که به روایت پیدایش ۲:۱۲ شباهت دارد:
آنجا باغ خدایان بود: دور تا دورش بوته‌هایی از سنگ‌های جواهرین بر پا بود… میوه عقیق جگری با تاک آویزان از آن، که دیدنی و زیبا بود؛ برگ‌های سنگ لاجورد با میوه‌هایی افراشته بود و دیدنش شیرین بود… سنگ‌ها نادر، عقیق و مرواریدهای برون از دریا.

### انکی و نینورساگ
اسطوره انکی و نینورساگ همچنین بهشت سومری را باغی توصیف می‌کند که انکی برای آبیاری آن از اوتو آب دریافت می‌کند.

### آهنگ کج‌بیل
آواز کج‌بیل نشان می‌دهد که انلیل انسان را با یک کج بیل آفریده و آنوناکی‌ها از باغ اصلی خدایان به بیرون پخش می‌شوند. همچنین اشاره می‌کند که آبزو در اریدو ساخته شد.

### سرودی برای انلیل
سرودی برای انلیل رهبر پانتئون سومری را با اصطلاحات زیر می‌ستاید:
شما آن را در دورانکی، در وسط چهار چهارم زمین بنا کردید. خاک آن زندگی سرزمین و موجب زندگی همه کشورهای خارجی است. آجرکاری آن از طلای سرخ است و پایه آن لاجوردین است. شما باعث درخشش آن شدید.

## میراث
کلمه باغ پردیس در ادبیات فارسی بعدها به صورت pairi-Daeza تبدیل شده که معنی باغ یا مزرعه محصور یا باغ میوه می‌داده. در عربی کلمه‌ای که برای بهشت آمده و به معنای باغ در قرآن وجود دارد، جنت است که به معنی «جای پنهان» است. دو جریان آب در زیر جنت جایی که درختان بزرگ توصیف شده‌است، جریان دارد، کوه‌هایی از مشک، که بین آن‌ها رودخانه‌هایی در دره‌های مروارید و یاقوت سرازیر می‌شوند. این ویژگی‌های جنت در یک مثل قرآن آمده. [قرآن محمد ۱۵]. باغ‌های اسلامی می‌توانند آبشارها را به چهار قسمت تقسیم کنند که در میانه گرد هم می‌آیند و شامل پناهگاهی برای سایه و استراحت می‌شوند.
در اسطوره‌های فرهنگی و سنت ایران بزرگ، جمشید پس از نجات جهان باغی جادویی در بالای کوه برساخت. این باغ همچنین دارای درخت زندگی بود و منبع رودخانه‌ای بوده که باروری را برای زمین به ارمغان می‌آورد. اهورامزدا به جمشید در مورد نزدیک شدن زمستان سرد هشدار می‌دهد و بنابراین جمشید برای محافظت از بذرهای زندگی در هنگام وقوع یک فاجعه آب و هوایی، این محیط محصور را ایجاد می‌کند.